# Lindenau (Leipzig)
Lindenau ist ein Stadtteil im Westen von Leipzig. Er liegt im Stadtbezirk Alt-West und besteht aus den Ortsteilen Lindenau, Altlindenau und Neulindenau.
Hervorgegangen aus einem um das Jahr 1000 von deutschsprachigen Bauern gegründeten Dorf, entwickelte sich der Ort in der zweiten Hälfte des 19. Jahrhunderts zu einer prosperierenden Industriegemeinde, die 1891 nach Leipzig eingemeindet wurde. In den 1920er Jahren lebten über 10 Prozent der Leipziger Bevölkerung in Lindenau. Die meisten Lindenauer waren Arbeiter, die in den Fabriken und Gewerbebetrieben des Stadtteils beschäftigt waren. Im Kern besteht Lindenau aus einem großen, weithin erhaltenen und im Zuge des Aufbaus Ost sanierten Gründerzeitviertel.
Noch zu DDR-Zeiten war Lindenau zusammen mit dem benachbarten Plagwitz das bedeutendste Industriegebiet Leipzigs. Es wurde aber kaum mehr in die Altindustrien investiert. Die Produktionsstätten und die Wohnquartiere verfielen zusehends und schon vor 1989 wanderten viele Bewohner ab. Mit der Wende brach die Industrieproduktion zusammen. Als Teil des Stadterneuerungsgebiets Leipziger Westen ist Lindenau seit Beginn des 21. Jahrhunderts wieder ein beliebtes Wohngebiet mit vielen Kultureinrichtungen und stark steigender Einwohnerzahl.

## Lage

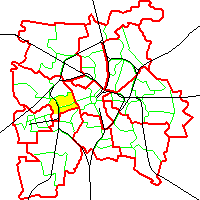
Der historisch gewachsene Stadtteil Lindenau (gelb) erstreckt sich über mehrere der neu abgegrenzten Leipziger Ortsteile (grün).

Lindenau liegt rund 3 Kilometer westlich des Leipziger Stadtzentrums. Der Stadtteil grenzt im Süden an Plagwitz, im Nordwesten an Leutzsch – zu diesen benachbarten Stadtteilen geht das bebaute Gebiet ohne erkennbare Trennung über. Administrativ wurde die Karl-Heine-Straße als Grenze zu Plagwitz, die Prießnitzstraße als Grenze zu Leutzsch festgelegt. Die Ostgrenze bilden das Elsterbecken und der Palmengarten, ein Ende des 19. Jahrhunderts angelegter Park. Im Norden grenzen Teile des Auwalds an. Im Westen trennt das Gelände des Lindenauer Hafens Lindenau von Schönau. Durch den Stadtteil verläuft der größte Teil des Karl-Heine-Kanals. Das alte Zentrum Lindenaus bildet die Gegend um den Lindenauer Markt (früher Dorfanger mit Teich), in dessen unmittelbarer Nähe auch die evangelische Nathanaelkirche steht.
Die Gemarkung Lindenau hat eine Fläche von 542,9 Hektar. Die von der Leipziger Stadtverwaltung mit der Kommunalen Gliederung von 1992 zu statistischen und verwaltungstechnischen Zwecken abgegrenzten Ortsteile Lindenau, Altlindenau und Neulindenau decken sich nur annähernd mit dem historisch gewachsenen Stadtteil. Kleinere Teile der Ortsteile Lindenau und Neulindenau gehören historisch gesehen zu Plagwitz, Leutzsch, Schönau oder Kleinzschocher.
Der statistisch-administrative Ortsteil Lindenau wird von der Lützner Straße im Norden, dem Elsterflutbett im Osten, der Karl-Heine-Straße im Süden und der Bahnstrecke Leipzig–Probstzella im Westen begrenzt. Mit einer Fläche von 98 Hektar umfasst er nur einen kleinen Teil der einstigen Gemeinde Lindenau.

## Geschichte

### Dorf

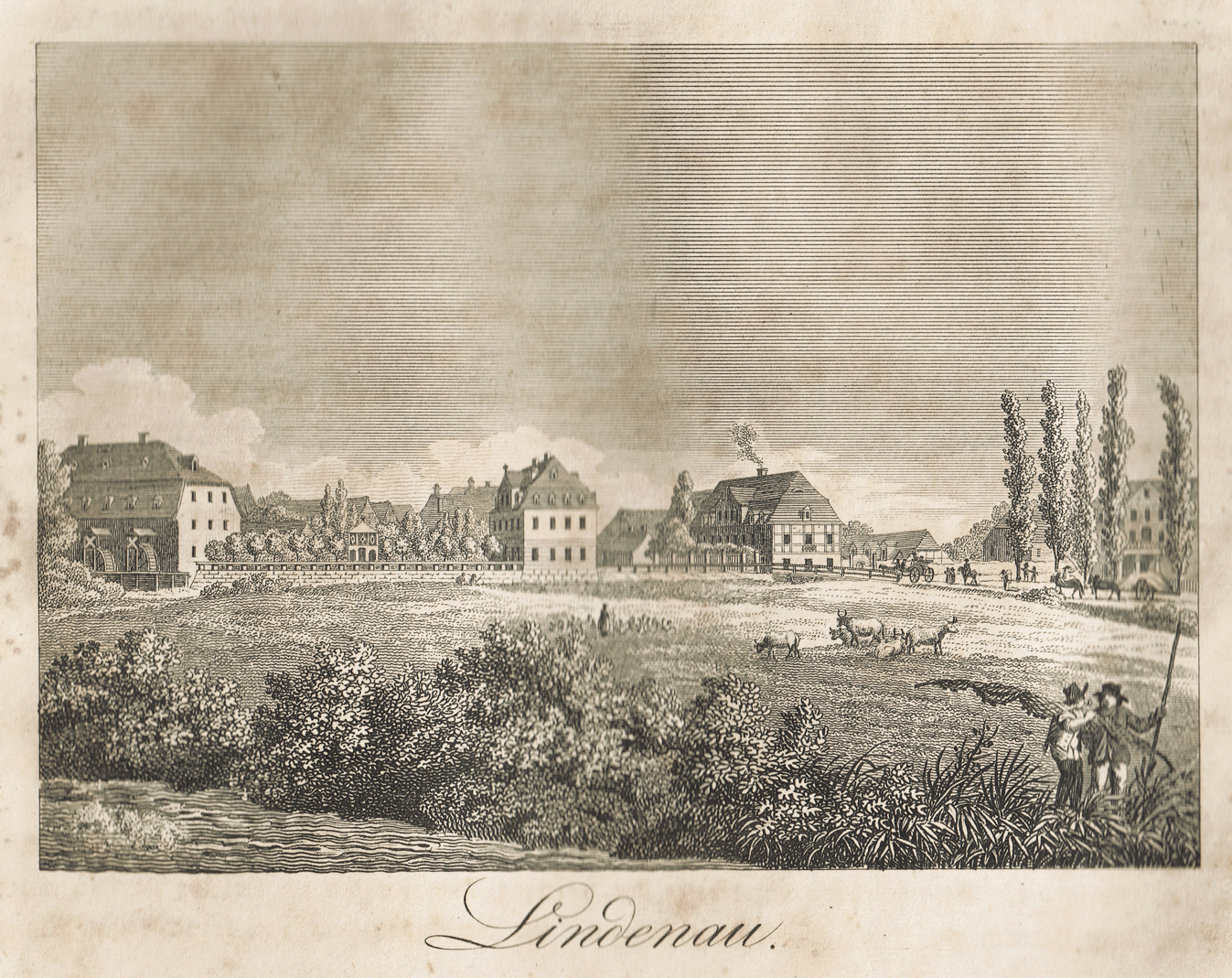
Ansicht von Lindenau nach der Völkerschlacht (1815)

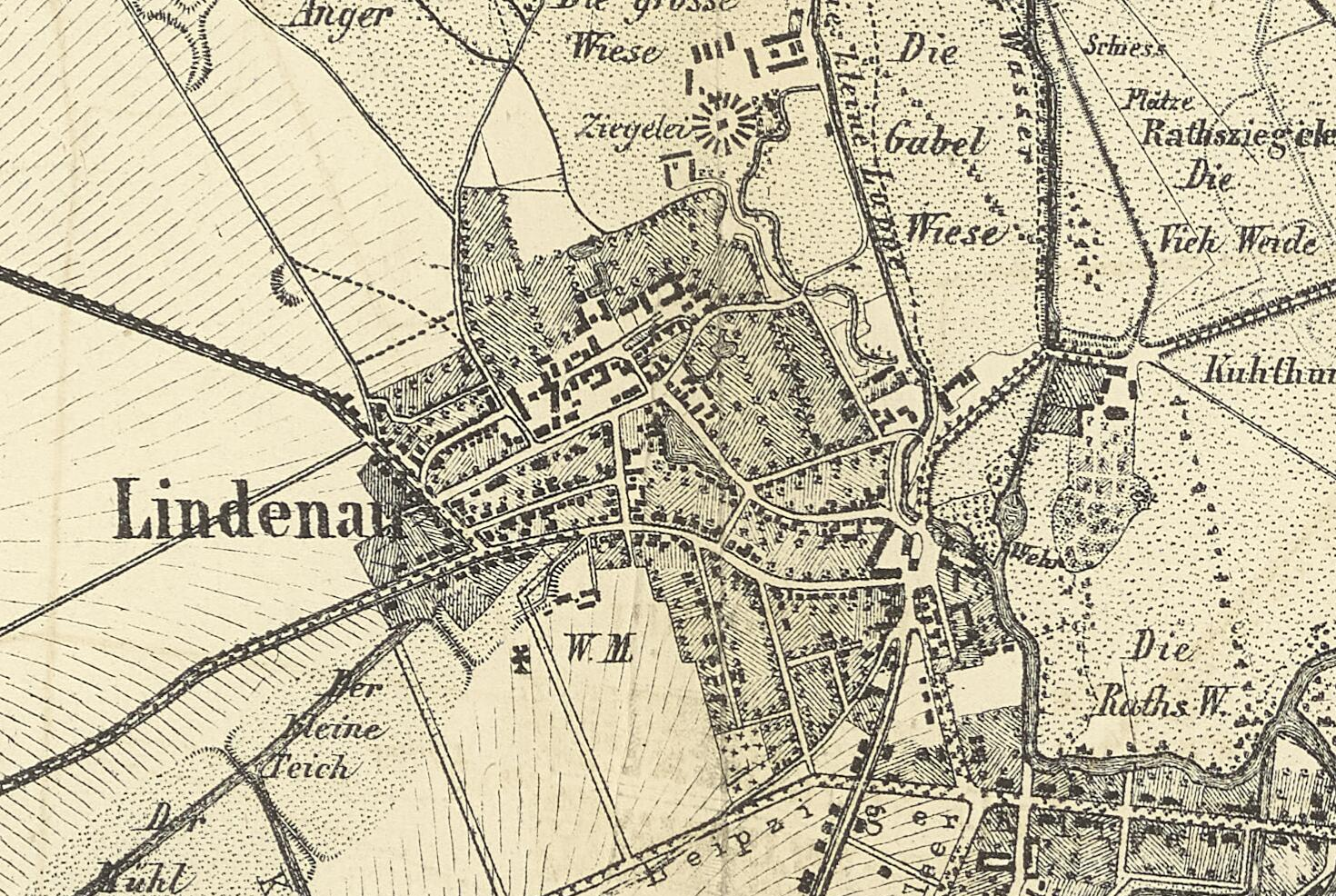
Lindenau auf einer Karte von 1863

Um das Jahr 1000 legten deutsche Einwanderer das Dorf am westlichen Ufer der Weißen Elster an. Kaiser Heinrich II. schenkte den an der Via Regia gelegenen Ort 1021 dem Bistum Merseburg. Noch nach der Reformation, bis 1815 gehörte das Dorf zum Merseburger Stiftsgebiet unter kursächsischer Hoheit (Amt Lützen). Durch die Beschlüsse des Wiener Kongresses wurde der Westteil des Amts Lützen im Jahr 1815 an Preußen abgetreten. Die Exklave Lindenau verblieb jedoch mit dem Ostteil des Amts beim Königreich Sachsen und wurde dem Kreisamt Leipzig angegliedert. Ab 1856 gehörte der Ort zum Gerichtsamt Leipzig II und ab 1875 zur Amtshauptmannschaft Leipzig.
Als Rittersitz ist Lindenau seit 1182 belegt, als in einer Urkunde ein Ritter Dietrich von Lindenau (Didericus de Lindinouve) genannt wird. Die Brüder Sigismund und Caspar von Lindenau verkauften Rittersitz und Dorf 1527 an den Leipziger Rat und das Geschlecht derer von Lindenau verlegte seinen Stammsitz nach Machern. Schon vor der Reformation hatte Lindenau eine Pfarrkirche, die Gemeinde wurde aber 1562 als Filiale dem Pfarrer von Leutzsch unterstellt. Dabei blieb es für mehr als 300 Jahre. Bis Mitte des 19. Jahrhunderts war Lindenau ein Bauerndorf. Neben Ackerbau und Viehzucht war aber Fischerei an den Flussläufen und in künstlich angelegten Teichen eine wichtige Lebensgrundlage der Einwohner.
Während des Dreißigjährigen Krieges wurde Lindenau 1631, 1637 und 1642 geplündert und zerstört. Im Verlauf der Leipziger Völkerschlacht fanden auch vor Lindenau Gefechte statt. Auf seinem Rückzug weilte Kaiser Napoleon am 19. Oktober 1813 kurzzeitig in der Lindenauer Mühle.

### Landgemeinde

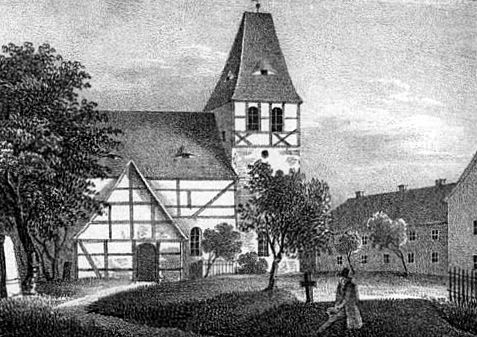
Alte Lindenauer Dorfkirche (um 1850)

Durch die neue sächsische Landgemeindeordnung wurde Lindenau 1839 eine selbstständige Gemeinde. 1859 bekam der Ort ein Postamt und 1863 eine Gasanstalt. Der Unternehmer Karl Heine erwarb in der zweiten Hälfte des 19. Jahrhunderts ausgedehnten Grundbesitz in und um Lindenau und ließ dort Bauland erschließen. Wie im benachbarten Plagwitz wurden Straßen für künftige Wohn- und Industriebebauung angelegt. Heine begann auch mit dem Bau des heute nach ihm benannten Kanals und er handelte mit den Regierungen Preußens und Sachsens Gleisanschlussverträge aus, damit das geplante Industriegebiet Verbindungen zu den Eisenbahnen beider Länder bekommen konnte. Zusammen mit der Einführung der Gewerbefreiheit 1860 wurden so die Grundlagen für die schnelle industrielle Entwicklung Lindenaus gelegt.
1871 siedelte sich als erstes größeres Unternehmen eine Eisengießerei an. Ein Jahr später wurde die Pferdebahnlinie nach Plagwitz eröffnet, die ab 1896 elektrifiziert wurde. 1873 wurde der auch für Lindenau wichtige Bahnhof Plagwitz in Betrieb genommen. Karl Heine ließ vom Bahnhof aus für 37 Fabriken Industrieanschlüsse und drei Ladestellen, von denen eine die ehemalige Ladestelle III auf dem Gelände des heutigen Henriettenparks ist, bauen. 1884 wurde die neue evangelische Nathanaelkirche in der Nähe des Lindenauer Markts eingeweiht. Einige Jahre zuvor war die Lindenauer Kirchgemeinde wieder selbstständig geworden.

### Stadtteil von Leipzig
1891 erfolgte die Eingemeindung Lindenaus nach Leipzig. Im Ort waren nun schon 66 Betriebe mit über 3.000 Beschäftigten ansässig. In den folgenden beiden Jahrzehnten wurde in Lindenau viel gebaut, es kamen zahlreiche neue Straßen mit Wohnhäusern und Fabriken hinzu und die Einwohnerzahl stieg weiter an. Zwischen 1893 und 1898 wurden die Lindenauer Ratswiesen am Kuhturm östlich des Kuhburger Wassers zu einem Landschaftsgarten, dem Palmengarten, umgestaltet. Namengebend war das große Palmenhaus, eine Stahl- und Glaskonstruktion.
Von 1907 bis 1910 wurde die Philippuskirche erbaut, so dass Lindenau nun zwei evangelische Gemeinden hatte. 1908 wurde die katholische Liebfrauenkirche eingeweiht. 1912 ließ eine Brauerei den Festsaal bauen, der heute als Musikalische Komödie genutzt wird. 1925 wurde der Straßenbahnhof an der Angerbrücke errichtet. 1927 war Lindenau mit 63.500 Einwohnern der einwohnerstärkste Leipziger Stadtteil.
1938 begann der Bau des Kanalhafens. Damit sollte über den ebenfalls noch nicht fertiggestellten Elster-Saale-Kanal Leipzigs Verbindung an die deutschen Wasserstraßen hergestellt werden. Die von den Nationalsozialisten als Arbeitsbeschaffungsmaßnahmen durchgeführten Bauarbeiten wurden jedoch im Verlauf des Krieges eingestellt und danach nicht mehr aufgenommen. Die Nationalsozialisten ließen 1939 das Palmenhaus und den alten Kuhturm niederreißen, weil sie das Gelände des Palmengartens für die Gutenberg-Reichsausstellung nutzen wollten. Auch dazu kam es wegen des Krieges nicht mehr. Seit der Zerstörung des Neuen Theaters 1944 bis zur Eröffnung des Leipziger Opernhauses 1960 spielte die Oper im Lindenauer Haus Dreilinden. Am 18. April 1945 wurde am Eckhaus Jahnallee 61 / Ecke Lützener Str. (Capa-Haus) der letzte erschossene US-Soldat des Zweiten Weltkrieges von Robert Capa fotografisch dokumentiert. Die Identität des toten Soldaten Raymond J. Bowman konnte erst 67 Jahre nach Kriegsende durch den deutschen Militärhistoriker Jürgen Möller aufgeklärt werden.
Nach dem Zweiten Weltkrieg stagnierte Lindenau für Jahrzehnte in seiner Entwicklung. Es wurde kaum neu gebaut und das Erscheinungsbild des Stadtteils änderte sich nur durch den fortschreitenden Verfall und den Abriss einzelner Gebäude. Die Bevölkerungszahl nahm stetig ab. Dieser Trend setzte sich auch nach 1989 noch fort. Mit der kommunalen Gebietsgliederung von 1992 bildete die Stadtverwaltung die drei Ortsteile Lindenau (für den südöstlichen Teil), Altlindenau (im Nordosten) und Neulindenau (im Westen). Im Jahr darauf wurden Teile Lindenaus zum Sanierungsgebiet erklärt. Als Symbol für die Abwicklung der Industrie und die Möglichkeiten der Zukunft gilt das Jahrtausendfeld.
Seit Beginn des 21. Jahrhunderts gehört Lindenau neben Plagwitz zu den „angesagten“ Wohngebieten Leipzigs und erlebt einen Prozess der Gentrifizierung. Mit einer Bevölkerungszunahme von 6,1 bzw. 5,0 Prozent im Jahr (Stand 2012/13) waren Lindenau und Altlindenau zwei der am schnellsten wachsenden Ortsteile der Stadt.

## Bevölkerung
| Jahr | Einwohner |
| ---- | --------- |
| 1834 | 00998     |
| 1871 | 07.484    |
| 1890 | 25.591    |

| Jahr | Ortsteil Lindenau | Ortsteil Alt-Lindenau | Ortsteil Neulindenau |  | Stadtteil Lindenau |
| ---- | ----------------- | --------------------- | -------------------- |  | ------------------ |
| 2000 | 4.748             | 11.081                | 5.201                |  | 21.030             |
| 2005 | 5 335             | 12.199                | 5.178                |  | 22.712             |
| 2010 | 5.990             | 12.632                | 5.565                |  | 24.187             |
| 2015 | 7.786             | 16.216                | 6.690                |  | 30.692             |
| 2020 | 8.564             | 18.599                | 7.072                |  | 34.235             |
| 2024 | 8.794             | 19.008                | 8.431                |  | 36.233             |

Stand: 31.12. des jeweiligen Jahres
Die Ortsteile Lindenau und Altlindenau haben eine sehr junge Bevölkerung (im Jahr 2017: Durchschnittsalter 34,3 bzw. 35,9 Jahre), die Altersgruppe der 25- bis 40-Jährigen war mit 44,2 % im Ortsteil Lindenau und 38,5 % in Altlindenau stark überrepräsentiert, auch gab es überdurchschnittlich viele (Klein-)Kinder. Der Seniorenanteil war hingegen in beiden Ortsteilen mit unter 10 % sehr gering. Auffällig war auch der geringe PKW-Quotient von 230 bzw. 240 Fahrzeugen je 1000 Einwohner. Vor allem im Ortsteil Lindenau gab eine Mehrheit der Bewohner an, die meisten Wege zu Fuß oder mit dem Fahrrad zu erledigen. In diesem Ortsteil gibt es auch einen sehr hohen Akademikeranteil: 72 % der Bewohner hatten Abitur, 41 % einen Universitäts- oder Hochschulabschluss bzw. 9 % einen Fachhochschulabschluss.
Die Bevölkerungsstruktur von Neulindenau steht im Gegensatz zu den beiden vorgenannten Ortsteilen: Dort lag 2017 der Seniorenanteil mit 23,5 % über dem Leipziger Durchschnitt, der Studierendenanteil war eher gering. Die Bewohner erledigen die meisten Wege mit PKW oder öffentlichen Verkehrsmitteln und nur 29 % hatten Abitur. Die Kriminalitätsrate in Neulindenau lag mit 118 registrierten Straftaten pro 1000 Einwohner unter dem Leipziger Durchschnitt, in den Ortsteilen Lindenau und Altlindenau mit 149 bzw. 156 darüber.

## Politik
Bei den Wahlen zum Sächsischen Landtag gehören die Ortsteile Lindenau, Altlindenau und Neulindenau zum Wahlkreis Leipzig 6, bei Bundestagswahlen zum Bundestagswahlkreis Leipzig I (Wahlkreis 152).
Die Bundestagswahl 2021 führte zu folgendem Zweitstimmenergebnis:
| Partei                | Lindenau | Altlindenau | Neulindenau | Stadt Leipzig |
| --------------------- | -------- | ----------- | ----------- | ------------- |
| Bündnis 90/Die Grünen | 35,6 %   | 31,1 %      | 12,2 %      | 18,5 %        |
| Die Linke             | 21,4 %   | 20,0 %      | 13,4 %      | 13,7 %        |
| SPD                   | 14,9 %   | 15,7 %      | 22,2 %      | 20,9 %        |
| FDP                   | 06,9 %   | 07,8 %      | 08,7 %      | 10,1 %        |
| CDU                   | 06,0 %   | 07,5 %      | 12,7 %      | 14,0 %        |
| AfD                   | 05,7 %   | 08,2 %      | 19,0 %      | 13,3 %        |
| Sonstige              | 09,4 %   | 09,7 %      | 11,8 %      | 09,5 %        |

## Sehenswürdigkeiten und Kultur

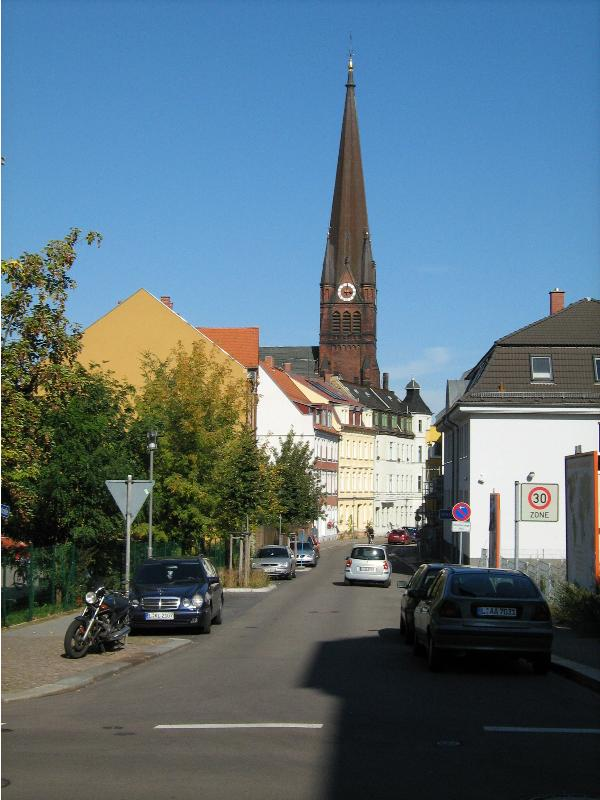
Altlindenau mit dem Turm der Nathanaelkirche (2007)

### Kirchen
Evangelische Nathanaelkirche
Bis 1878 befand sich die alte Lindenauer Dorfkirche an der Roßmarktstraße, dort, wo heute das Pfarrhaus steht. Sie wurde abgerissen, da sie angesichts der wachsenden Bevölkerung zu klein wurde; außerdem befand sie sich in einem baufälligen Zustand. Die neugotische Nathanaelkirche mit 1.100 Plätzen entstand von 1881 bis 1884. Für Renovierungsarbeiten fehlte in den 1970er und 1980er Jahren das Geld, und die verfallene Kirche wurde 17 Jahre lang nur als Lagerraum benutzt. 1993 begann die Wiederbelebung. Heute finden im Sommer wieder Gottesdienste statt.
Die Renovierung der Kirche schreitet wegen fehlender Mittel nur langsam voran. So wurden die Altarraumfenster, der Turm und die Portalfenster saniert und zuletzt der Glockenstuhl mit zwei neuen Glocken hergerichtet. Seit dem Jahr 2020 werden die Süd- und Ostfassade sowie die Treppenanlagen umfangreich saniert, die Kosten belaufen sich auf 450.000 €.
Evangelische Philippuskirche

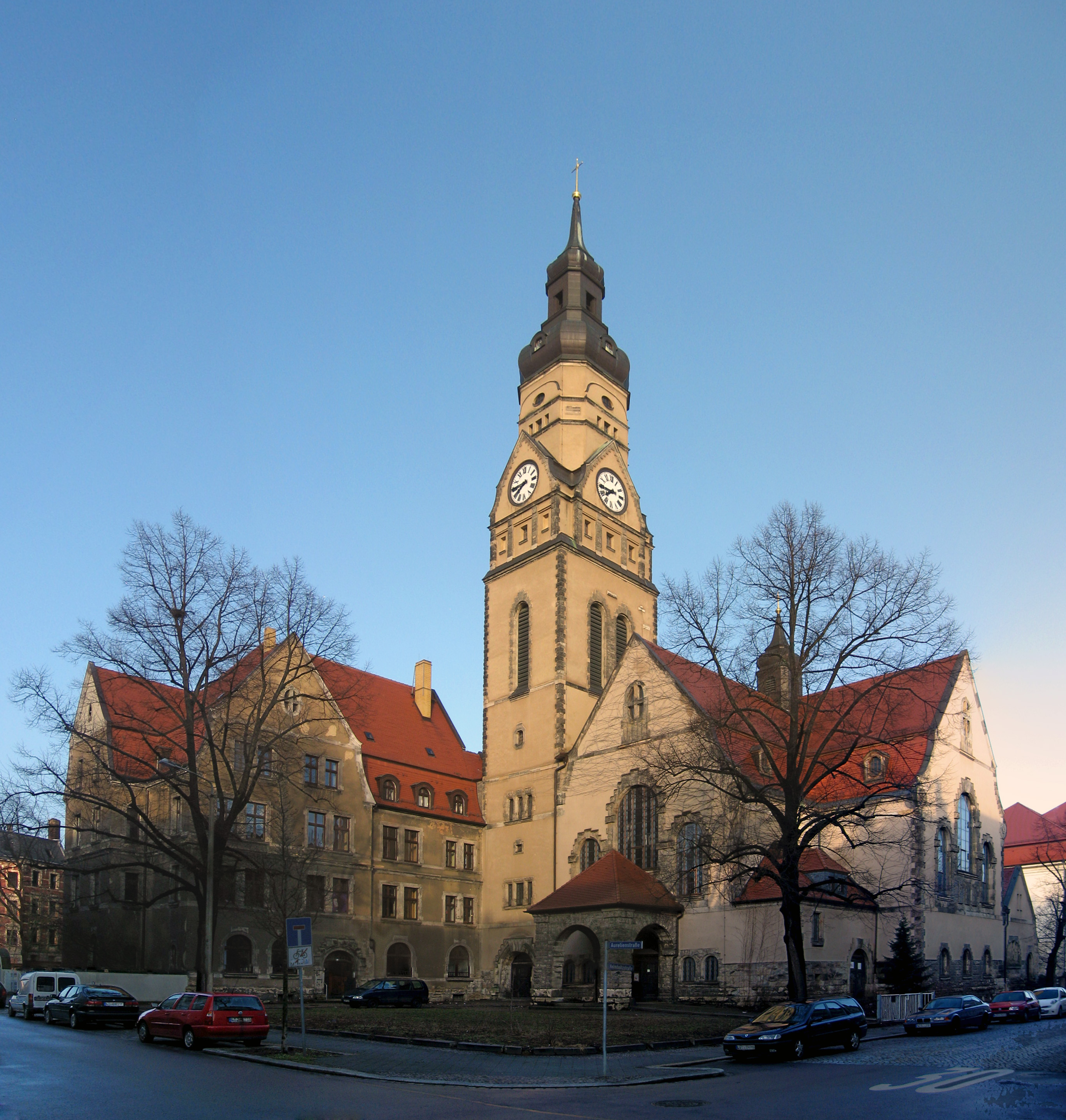
Philippuskirche (2010)

Die Philippuskirche in Leipzig-Lindenau wurde in den Jahren 1907 bis 1910 nach Plänen des Leipziger Architekten Alfred Müller im Jugendstil erbaut und am 16. Oktober 1910 geweiht. Die Kirche ist eine von nur zwei Kirchen in Mitteldeutschland, die nach den Grundsätzen des Wiesbadener Programms erschaffen wurden – der Sakralbau wird darin als „Versammlungshaus der feiernden Gemeinde“ verstanden. Das bedeutet, dass sich die Gemeinde nicht vor dem Altar und unter der Kanzel, sondern um das Zentrum des Gottesdienstgeschehens versammelt. Orgel, Kanzel und Altar sind stufenförmig hintereinander angeordnet. Das Gestühl im Kirchenschiff und auf den Emporen gruppiert sich in halbkreisförmig ansteigenden Reihen um diese liturgische Mitte.
Die Philippuskirche hat etwa 730 Plätze. Ihr Kirchturm ist 62 Meter hoch und hat ein Geläut mit vier Stahlglocken sowie ein im Original erhaltenes und funktionstüchtiges mechanisches Uhrwerk. Der Kircheninnenraum ist reich mit Ornamenten geschmückt, die besonders in Details wie Lampen und Beschlägen zur Geltung kommen. Zudem verfügt er über eine noch im Originalzustand erhaltene romantische pneumatisch betriebene Jehmlich-Orgel aus dem Jahr 1910.
Die Gemeinde der Philippuskirche ging 1904 aus der Teilung der Kirchgemeinde Lindenau (Nathanaelkirche) hervor. Einschneidende Veränderungen kamen für die Philippusgemeinde mit der innerkirchlichen Strukturreform Ende der 1990er Jahre. 1999 vereinigte sie sich mit der Heilandskirchgemeinde zur Kirchgemeinde Lindenau-Plagwitz. Die gesamte kirchgemeindliche Arbeit ist seit 2002 an die Heilandskirche in Plagwitz gebunden. Im renovierten Gemeindesaal der Philippuskirche ist zurzeit die anglikanische Gemeinde „Leipzig English Church“ zu Gast. Das Leipziger Berufsbildungswerk (BBW) eröffnete 2018 im früheren Pfarrhaus Philippuskirche ein Integrationshotel.
Katholische Liebfrauenkirche

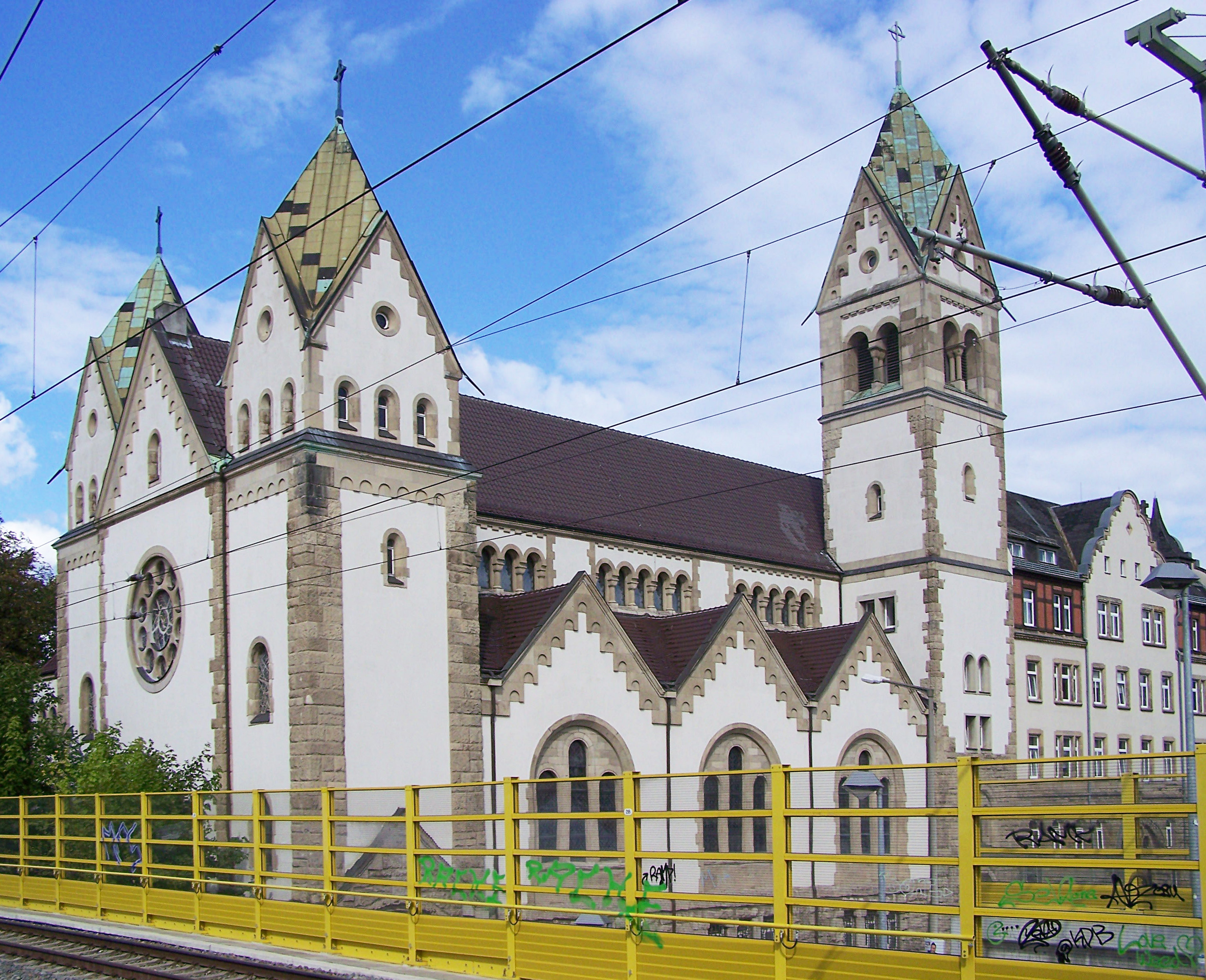
Liebfrauenkirche (2014)

Der in der Nähe des S-Bahnhaltepunkts Leipzig-Plagwitz gelegene Bau wurde 1907–1908 nach Entwurf des Leipziger Architekten Anton Käppler im neoromanischen Stil errichtet. Seit 1931 hat hier eine Niederlassung des Oratoriums ihren Sitz. Die von den Oratorianern geleitete Gemeinde hatte eine Vorreiterrolle in der Liturgischen Bewegung. Ein Pfarrer in dieser Gemeinde war Josef Gülden. In diesem Zusammenhang wurde die Kirche 1934–1935 im Inneren durch den Architekten Rudolf Schwarz purifizierend umgestaltet und mit ornamentalen Farbverglasungen von Anton Wendling ausgestattet. 1953, 1964 und 1976 wurde der Innenraum weiter verändert.

### Weitere Bauwerke
- Ehemalige Leipziger Baumwollspinnerei AG zwischen Spinnereistraße und Alter Salzstraße
Auf dem Gelände der Leipziger Baumwollspinnerei haben sich heute einige bedeutende Galerien niedergelassen. Lindenau kann somit als Zentrum der so genannten Neuen Leipziger Schule gelten.
- Westbad, Zeugnis der Bauhausarchitektur, 1928–1930 erbaut, Architekt: Stadtbaudirektor Hubert Ritter; heutige Nutzung als Ärztehaus und für einen Sportverein
- Ehemalige Max-Klinger-Schule, Karl-Heine-Straße 22 b (1927–1929) (Stadtteil Plagwitz, Ortsteil Lindenau), ebenfalls von Hubert Ritter entworfen
- Diakonissenkrankenhaus Leipzig, ein traditionsreiches evangelisches Krankenhaus, in der Georg-Schwarz-Straße.
- Apostelhaus, Apostelstraße 20. Es ist das letzte von ursprünglich zwölf im Jahre 1740 errichteten Gesindehäusern – im Volksmund „die zwölf Apostel“ – für Rittergutsarbeiter im Dorf Lindenau. Das eingeschossige Gebäude mit Mansarddach ist das älteste noch vorhandene Gebäude in Lindenau, steht leer[18] und ist vom Abriss bedroht.[19]
- Holzhaus Z8, fünfstöckig, 2017 errichtet, mit dem Sächsischen Staatspreis für Baukultur ausgezeichnet.[20]

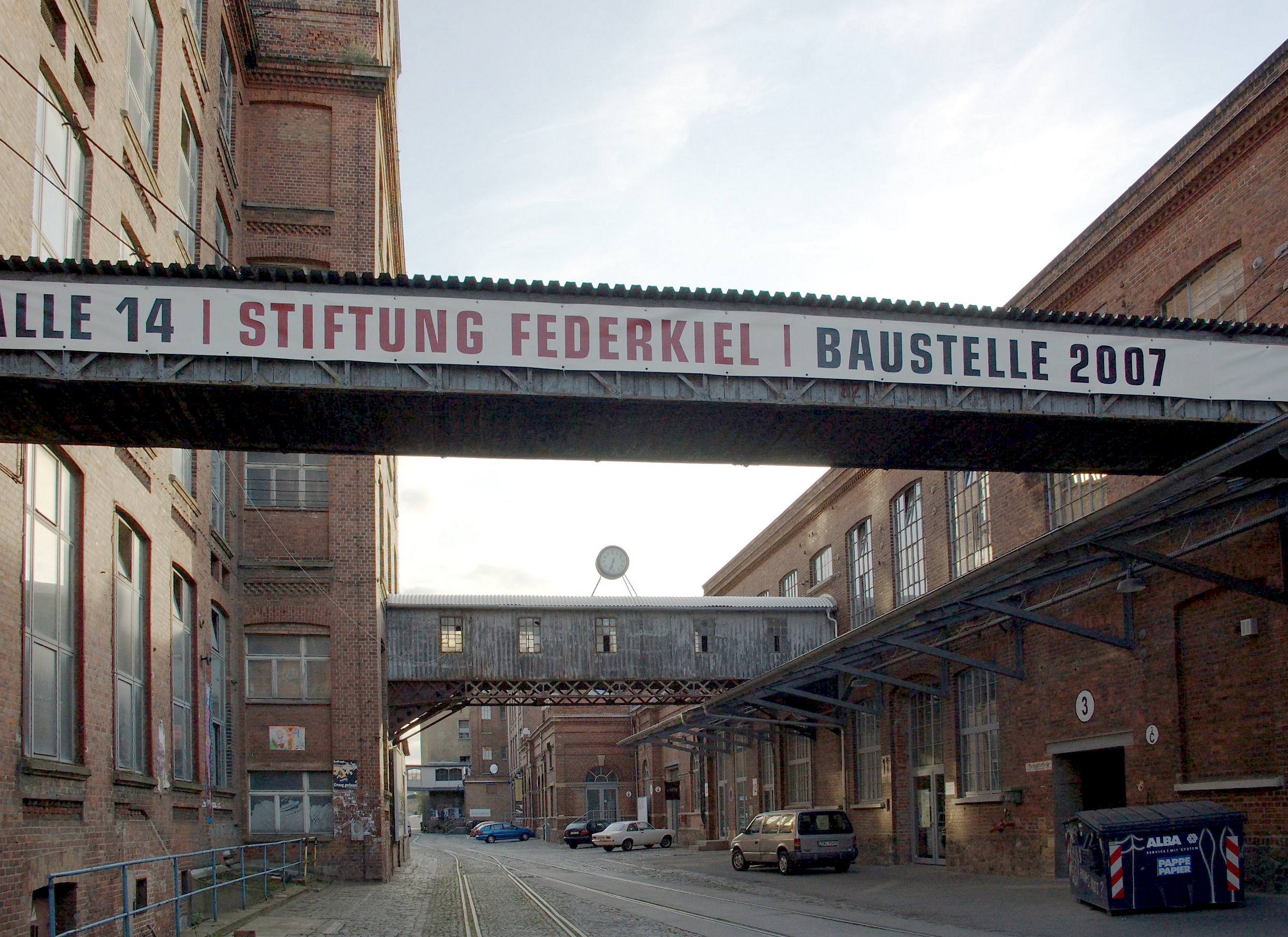
Gelände der alten Baumwollspinnerei (2007)
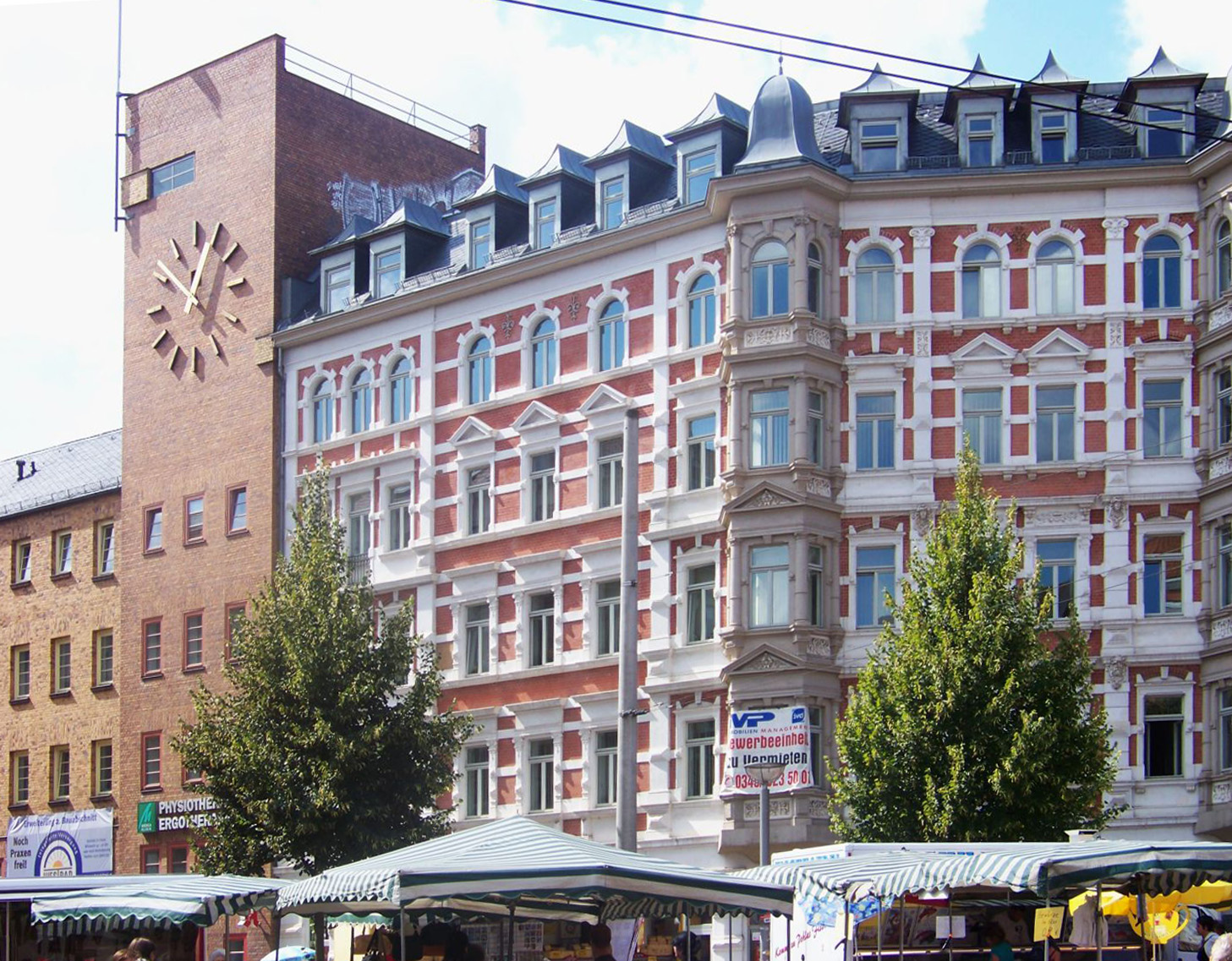
Ehemaliges Westbad am Lindenauer Markt (2009)
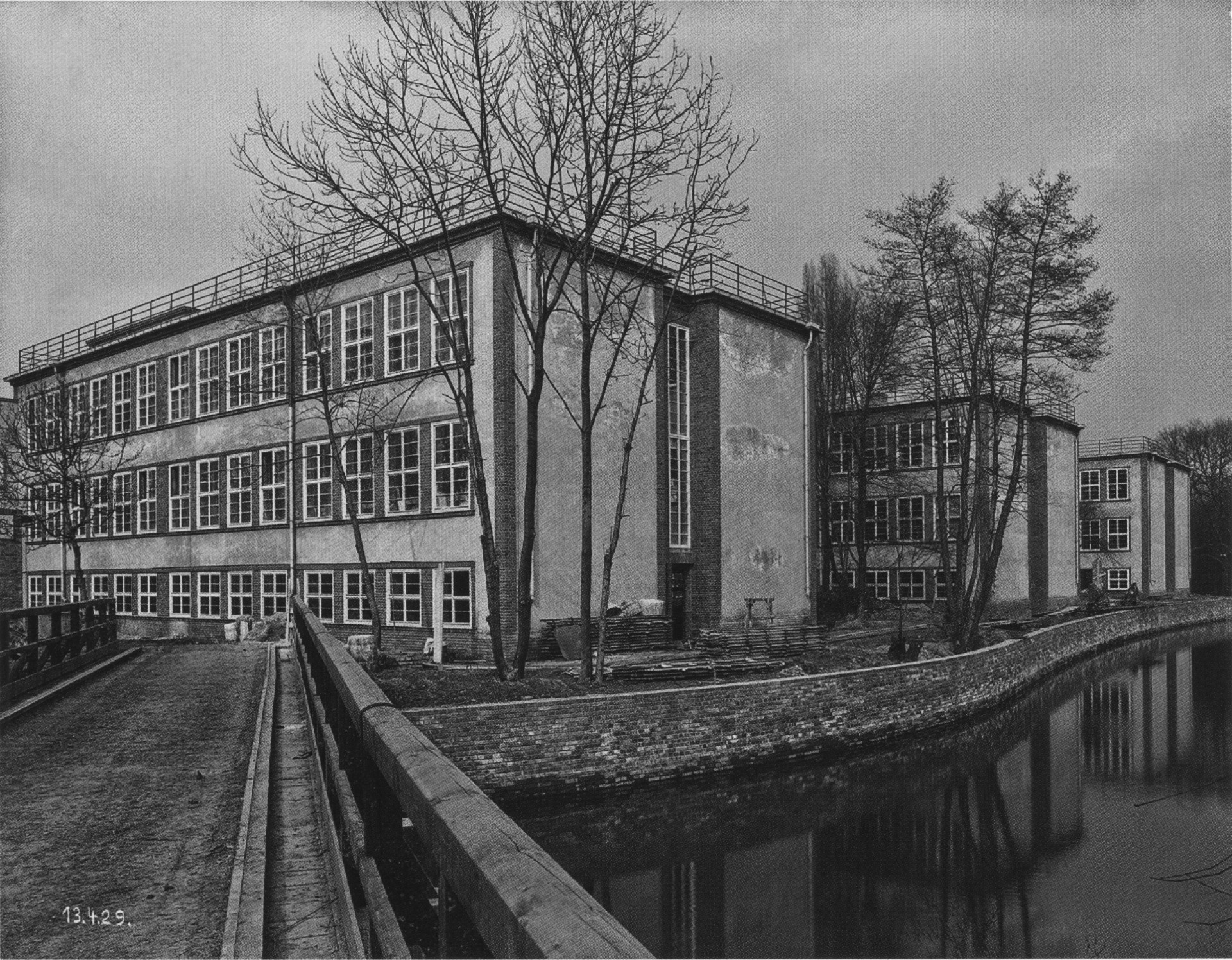
Ehemalige Max-Klinger-Schule in der Karl-Heine-Straße (1929)
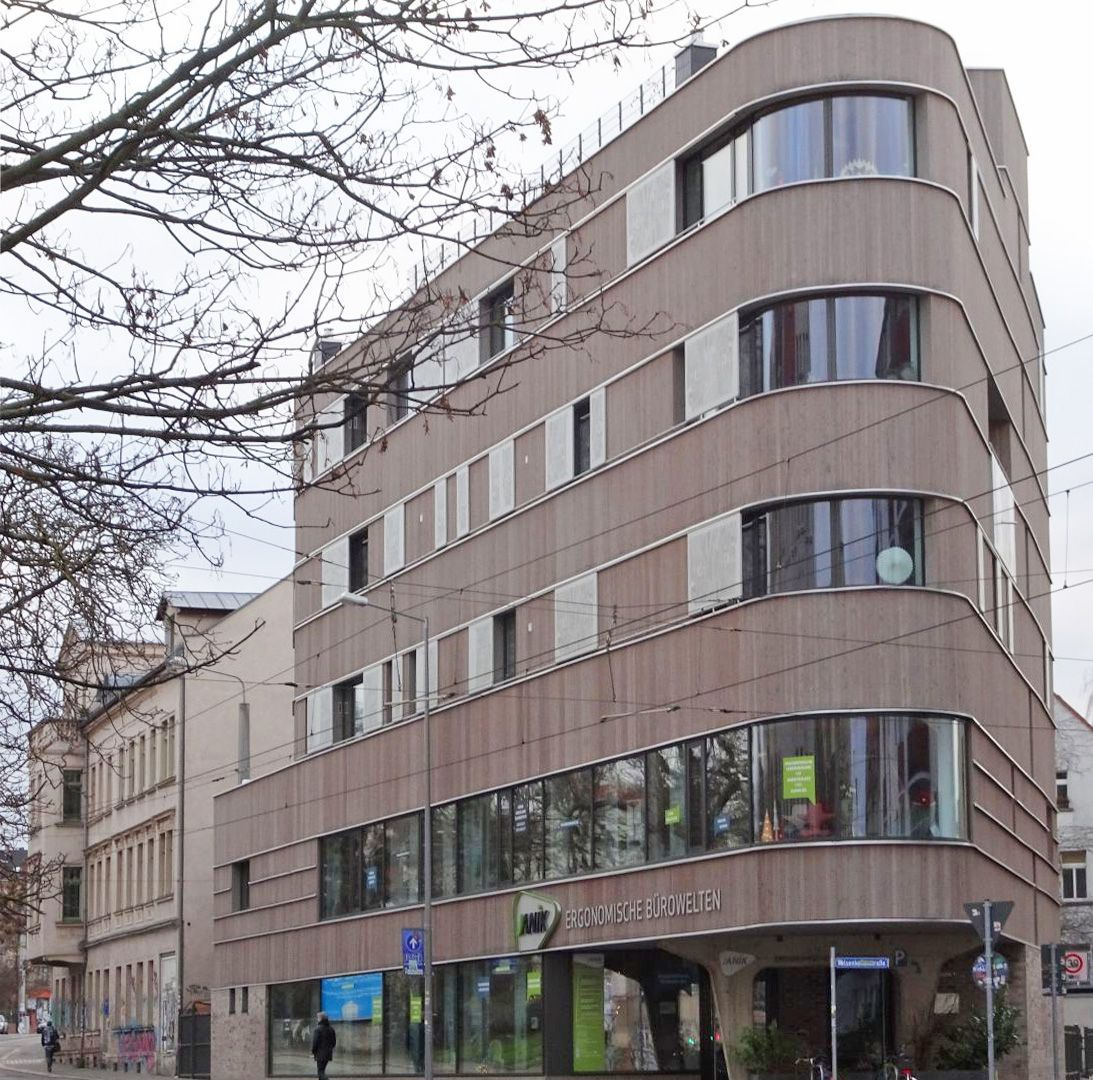
Holzhaus in der Zschocherschen Straße (2019)

### Kultur
Lindenau hat acht Theaterspielstätten: die Musikalische Komödie im Haus Dreilinden, die Schaubühne Lindenfels, den Lindenfels Westflügel, das Theaterhaus am Lindenauer Markt als Spielstätte des Theaters der Jungen Welt, das Leipziger Off-Theater LOFFT auf dem Gelände der Leipziger Baumwollspinnerei, sowie das Neue Schauspiel Leipzig in der Lützner Straße 29.
Das Kabarett Leipziger Brettl – gegründet 1979 als Kabarett Lindenauer Brettl – damals im Haus der Volkskunst (heute Theater der Jungen Welt) spielt seit 2007 wieder mit kleiner Brettl-Bühne in der Odermannstraße, Nähe Lindenauer Markt (Eingang Gambrinus). Zwischen 2008 und 2018 existierte zudem das Revuetheater „Am Palmengarten“ mit einem Saal für bis zu 150 Personen; es entstand durch Umbau des unter Denkmalschutz stehenden Gebäudes einer Gastankstelle aus dem Jahr 1944.
Mit der Leipziger Baumwollspinnerei und dem Tapetenwerk befinden sich zwei kommerzielle Kunstzentren in Lindenau. Ein Offspace befindet sich im Kunstkraftwerk. Unter anderem in sogenannten Wächterhäusern haben sich einige kleinere Kulturräume etabliert, zum Beispiel die Kunstvereine D21 Kunstraum Leipzig und der Kuhturm e. V.

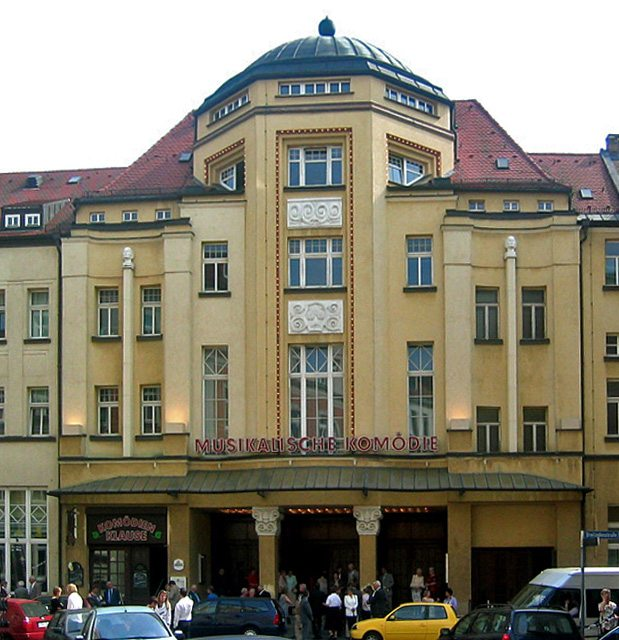
Musikalische Komödie (2004)
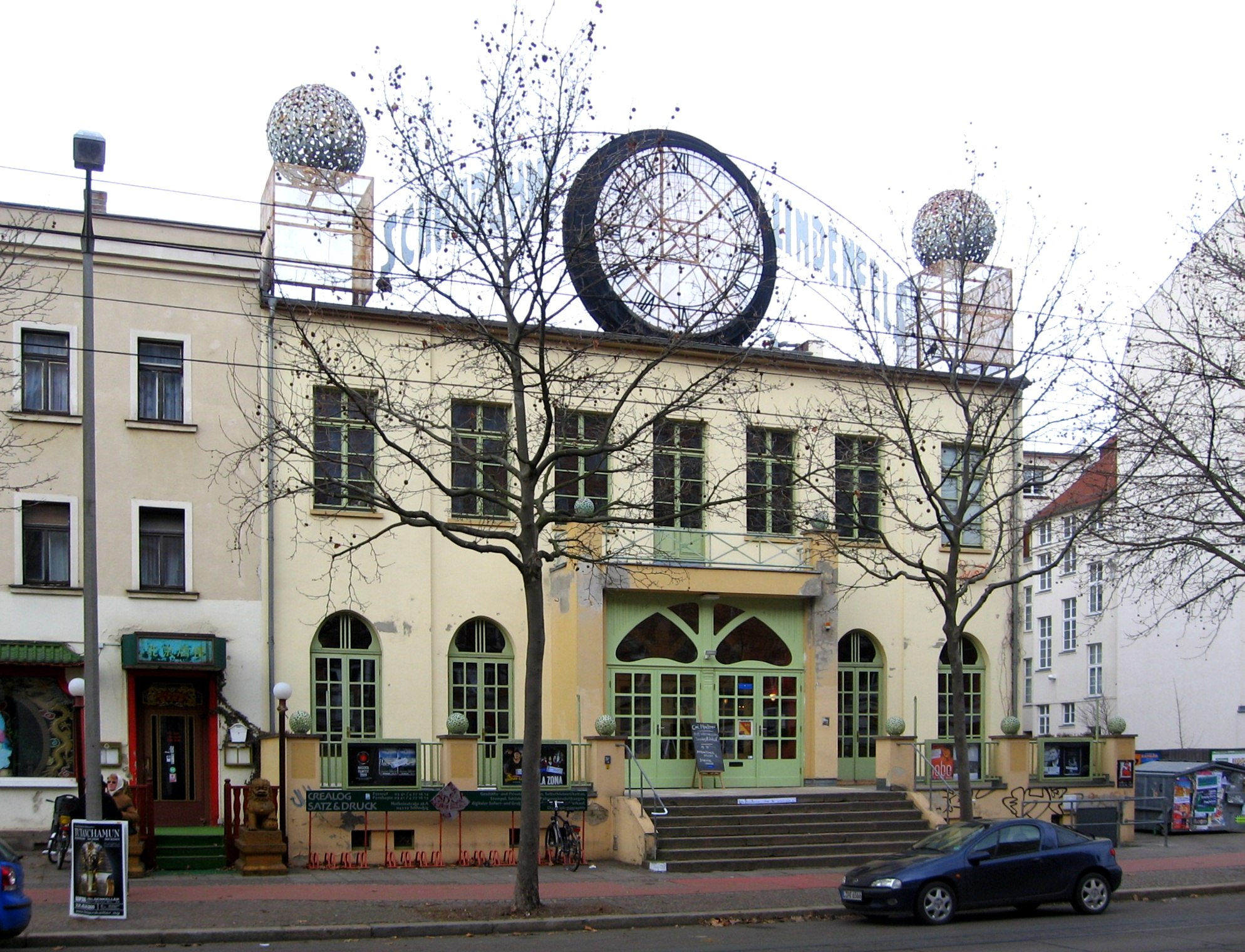
Schaubühne Lindenfels (2009)
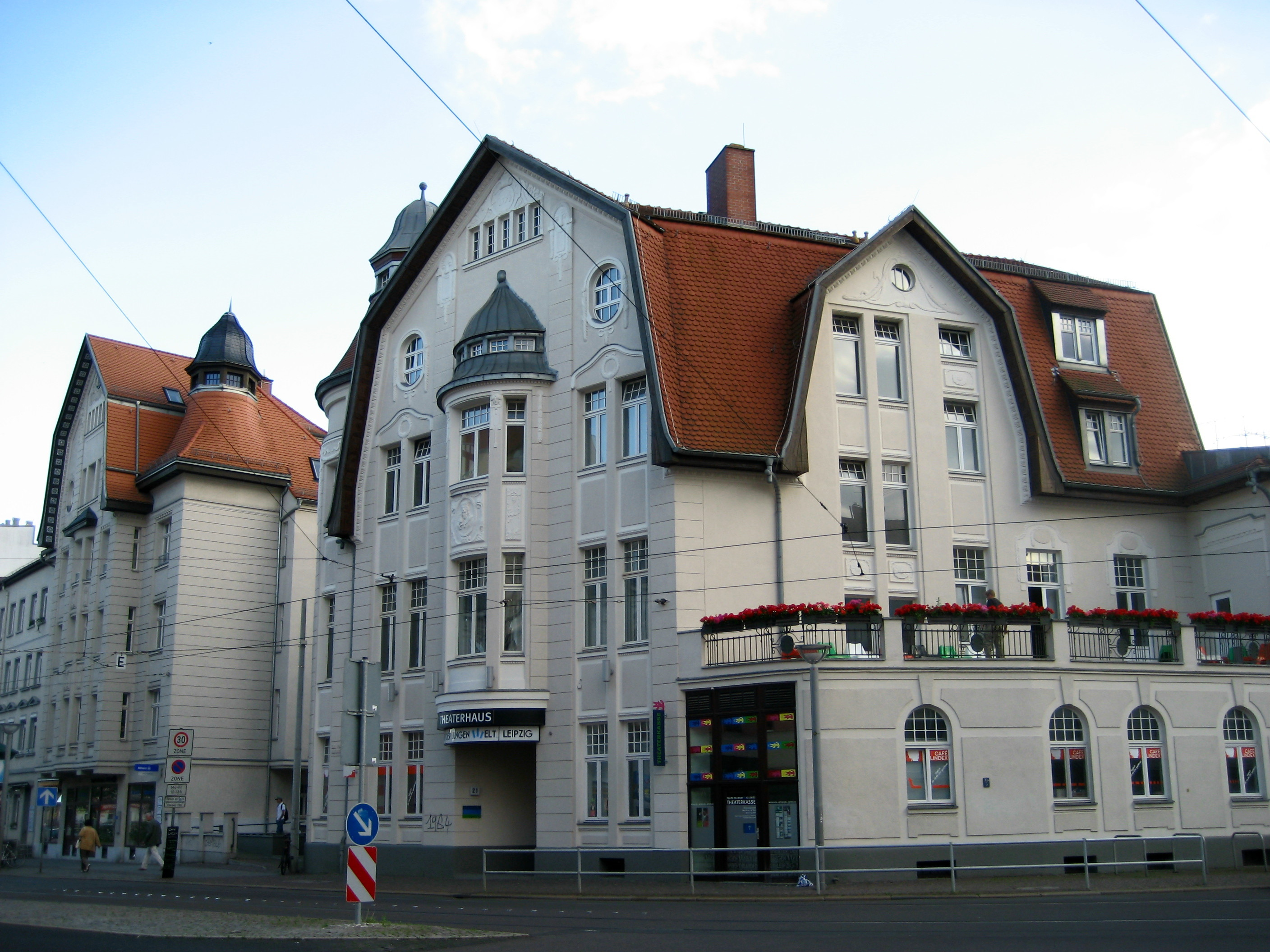
Theaterhaus am Lindenauer Markt (2007)
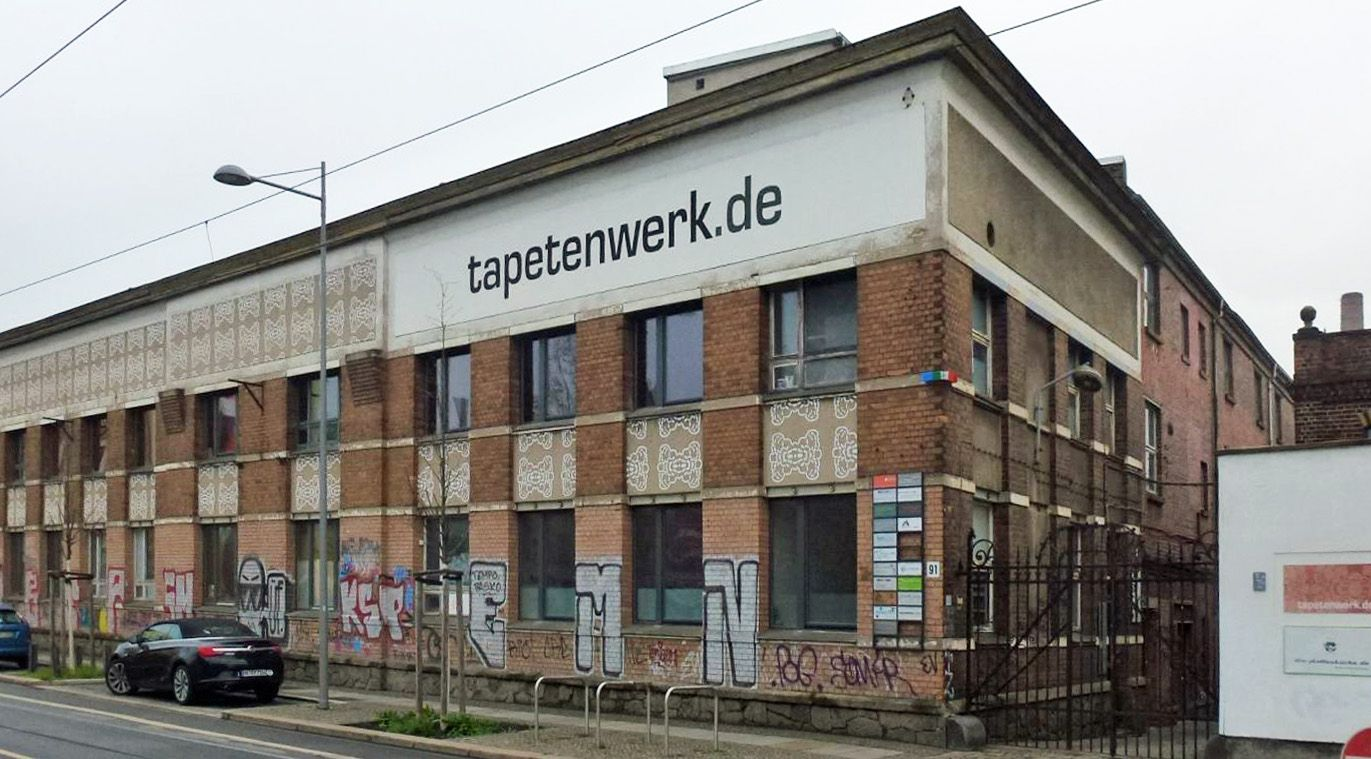
Tapetenwerk (2014)
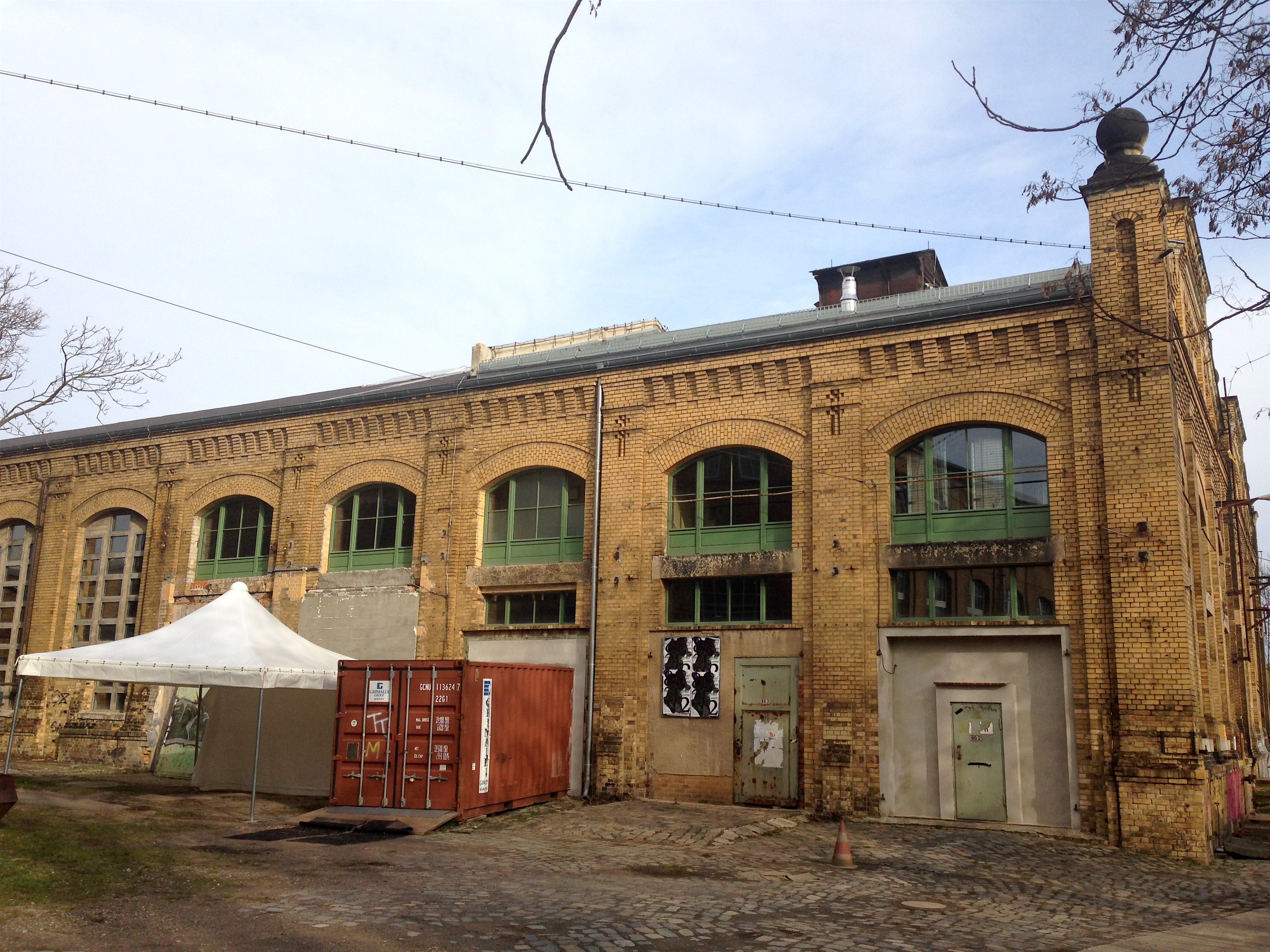
Kunstkraftwerk (2016)

## Infrastruktur

### Verkehr

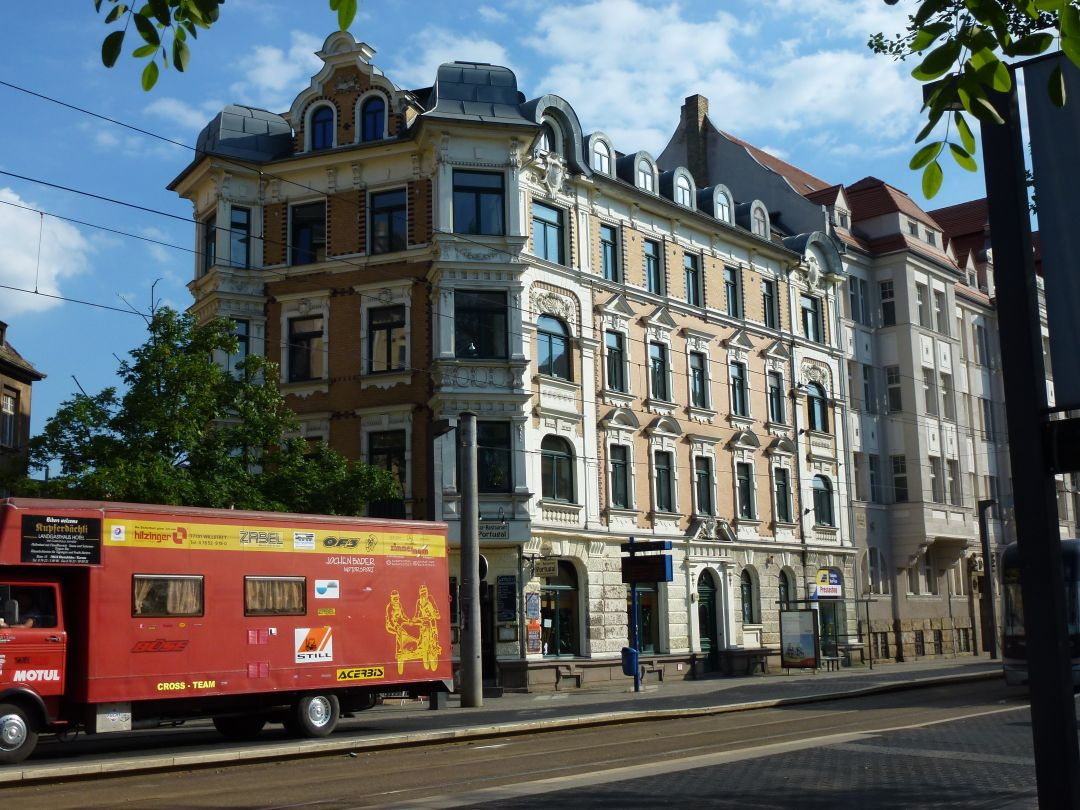
Jahnallee an der Angerbrücke

Über den Lindenauer Markt verkehren die Straßenbahnlinien 7, 8 und 15; am Straßenbahnhof Angerbrücke berührt zusätzlich die Linie 3 Lindenauer Gebiet und am südlichen Rand verkehrt die Linie 14. Letztere verbindet Lindenau und die westlichen Stadtteile über die Klingerbrücke mit der Innenstadt, die anderen 4 Linien über die Zeppelinbrücke. Die Buslinie 74 hat am Lindenauer Markt ihre Wendestelle, die Buslinie 60 am Lindenauer Hafen, von wo beider Routen über die Südvorstadt in den Leipziger Osten führen. (Siehe auch: Busverkehr in Leipzig)
Im Westen des Stadtteils liegt die S-Bahn-Station Lindenau an der Linie S1 bzw. S10 von Stötteritz über Hauptbahnhof nach Grünau. Der Bahnhof Leipzig-Plagwitz befindet sich trotz seines Namens im Ortsteil Neulindenau.
Die Lützner Straße (benannt nach der Stadt Lützen) und die Merseburger Straße sind eine wichtige Ost-West-Verbindung. Über sie verläuft die Bundesstraße 87 (Leipzig–Weißenfels). Ein Straßenabschnitt der Alten Salzstraße erinnert an die frühere Lage der Ost-West-Verbindung, vor der Neutrassierung 1793. (heute Lützner Straße)

### Schulen
- 46. Schule (Grundschule)

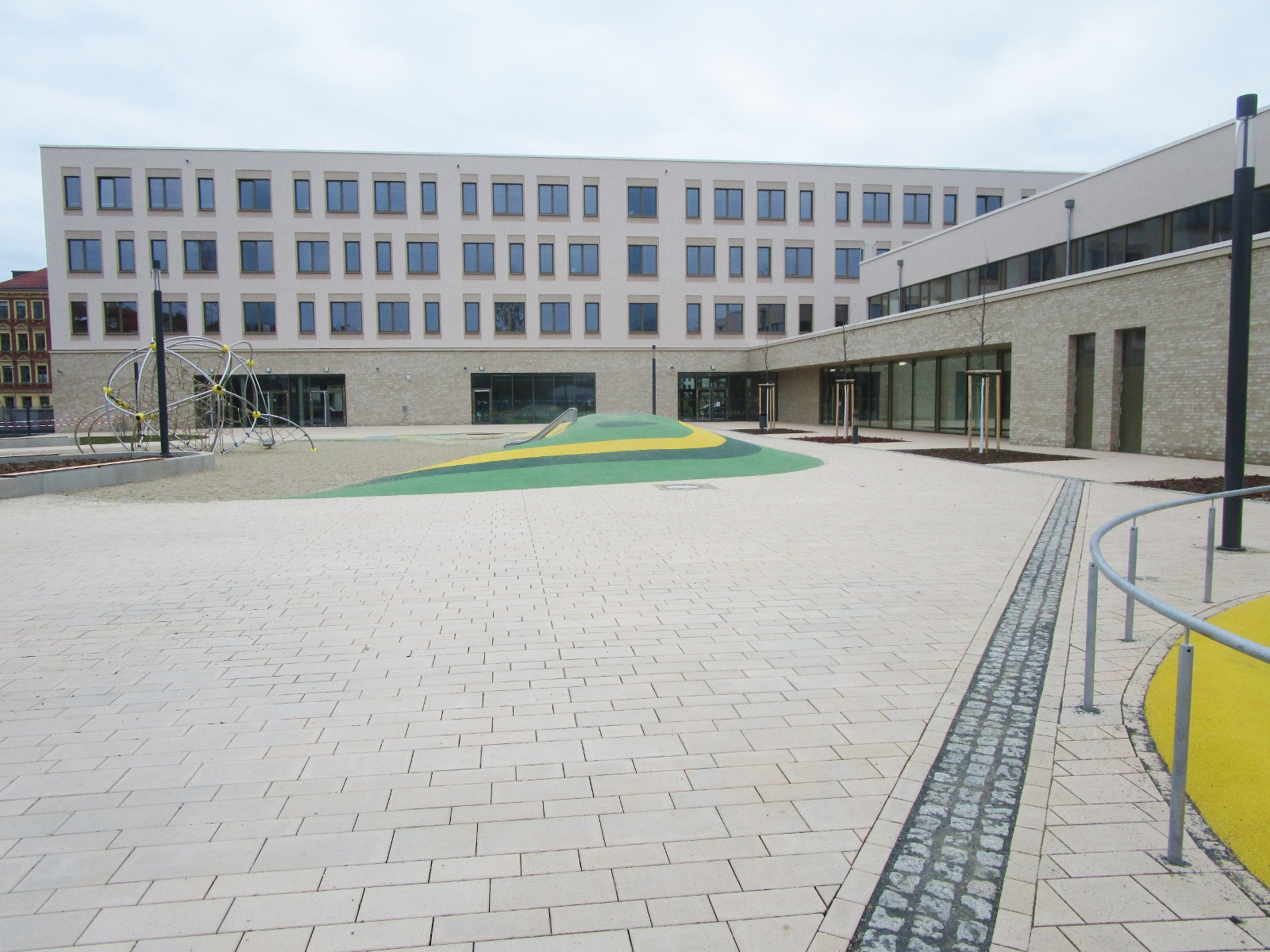
Grundschule Gießerstraße

- Grundschule an der Gießerstraße (gebaut 2018 bis 2020/21)[22]
- Schule am Leutzscher Holz (Grundschule)
- Nachbarschaftsschule Leipzig (Gemeinschaftsschule: Grund- und Oberschule)
- Helmholtzschule (Oberschule)
- Robert-Schumann-Schule (Gymnasium)
- Schule am Palmengarten (Gymnasium), ehemals: Max-Klinger-Schule

### Gesundheitswesen

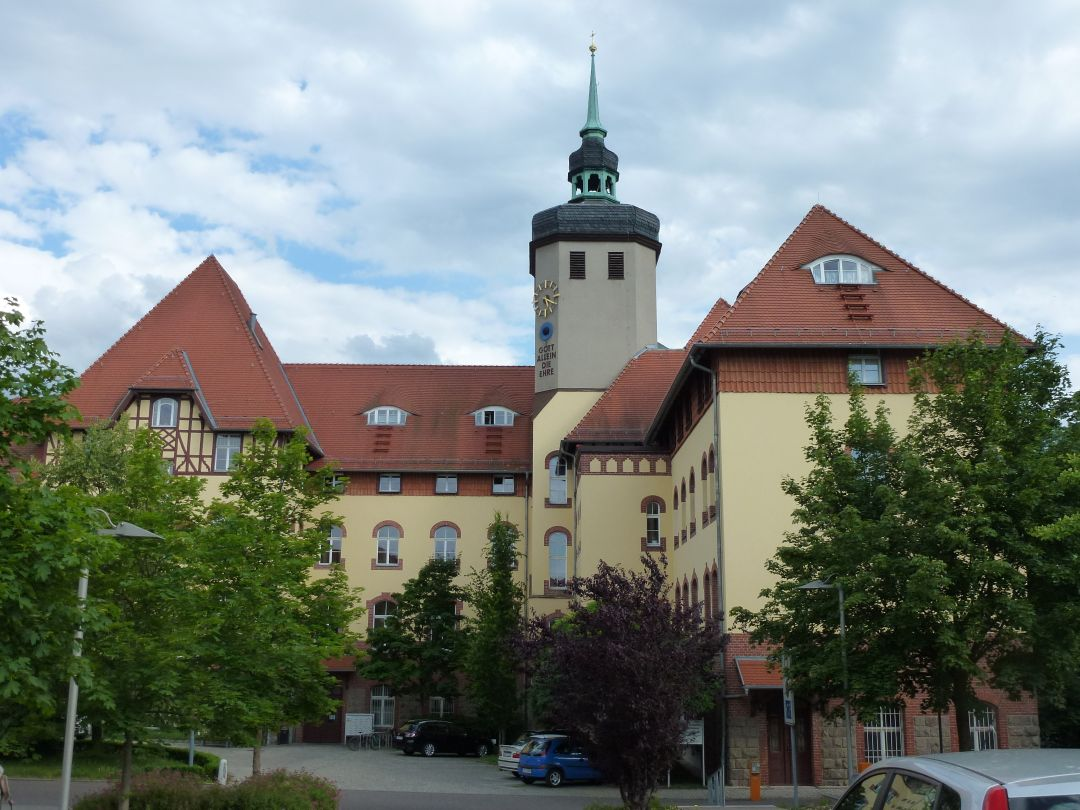
Mutterhaus des Diakonissenkrankenhauses

Das Diakonissenkrankenhaus Leipzig aus dem Jahr 1900 an der Georg-Schwarz-Straße an der Stadtteilgrenze zu Leutzsch ist ein Krankenhaus der Regelversorgung. Am Krankenhaus haben sich mehrere Ärzte niedergelassen.
An das Krankenhaus sind das Betreute Seniorenwohnheim im Diakonissenhaus, das Altenpflegeheim am Diakonissenhaus und die Kurzzeitpflegestation am Diakonissenhaus angeschlossen.

### Sport
Die flächenmäßig größte sportliche Einrichtung in Lindenau ist das Trainingszentrum des Fußballvereins RB Leipzig am Cottaweg. Weitere Sportplätze sind die Sportanlage Charlottenhof des SV Lindenau 1848 sowie der Karl-Enders-Sportpark der Spielvereinigung 1899 Leipzig. Ebenso werden die Lindenauer Schulturnhallen sowie die Turnhalle in der GutsMuthsstraße und in der Friesenstraße von diversen Lindenauer Sportvereinen genutzt.
In Lindenau befand sich ab 1892 eine Radrennbahn, auf der 1908, 1913 und 1934 UCI-Bahn-Weltmeisterschaften ausgetragen wurden. 1938 wurde diese Bahn abgetragen.
Innerhalb des aus Kriegstrümmern aufgeschütteten Walls für eine Radrennbahn, deren Bau jedoch nach Entscheid zum Bau der Alfred-Rosch-Kampfbahn in Kleinzschocher abgebrochen wurde, befindet sich seit 1975 das Motodrom am Cottaweg des MC Post Leipzig.

## Persönlichkeiten

### Söhne und Töchter von Lindenau
- Bernhard von Uhde (1817–1883), Kreisdirektor in Zwickau
- Hermann Loescher (1831–1892), Buchhändler und Verleger
- Walter Goetz (1867–1958), Historiker
- Kurt Kluge (1886–1940), Bildhauer und Erzgießer
- Heinrich Wiegand (1895–1934), Schriftsteller
- Felix Lützkendorf (1906–1990), Schriftsteller und Drehbuchautor
- Ilse Hunger (1910–1989), Widerstandskämpferin und Funktionshäftling im KZ Ravensbrück
- Günter Krumbiegel (1926–2014), Paläontologe
- Günter Grünwald (1935–1992), Radsportler

### Mit Lindenau verbundene Persönlichkeiten
- Ferdinand Goetz (1826–1915), Arzt, Vorstandsvorsitzender der Deutschen Turnerschaft, lebte in Lindenau